# Рыжков, Николай Иванович (инженер)
Николай Иванович Рыжков (1908, Дубровка — не ранее 1958) — советский инженер, конструктор. Специалист в области производства автоматики ядерных боеприпасов. Лауреат Сталинской премии 3-й степени (1953).

## Биография
Родился в 1908 году в селе Дубровка (ныне Должанского района).
В 1925—1949 годах работал на предприятиях Москвы.
В 1949—1958 годах — на Заводе № 25 МАП (ВНИИИТ): с 1951 года — начальник отдела № 21, с 1952 года — одновременно заместитель главного инженера по спецзаказу, с 1954 года — заместитель главного инженера, с 1955 года — начальник опытного производства.
В 1951 году окончил заочно Московский авиационный институт.
С 1958 года — директор завода № 48 (машиностроительный завод «Молния») Министерства среднего машиностроения.

## Награды
- Сталинская премия 3-й степени (1953);
- Орден «Знак Почёта» (1955).